# العلاقات البوروندية البيروية
العلاقات البوروندية البيروفية هي العلاقات الثنائية التي تجمع بين بوروندي وبيرو.

## مقارنة بين البلدين
هذه مقارنة عامة ومرجعية للدولتين:
| وجه المقارنة                                              | بوروندي                                    | بيرو                                   |
| --------------------------------------------------------- | ------------------------------------------ | -------------------------------------- |
| المساحة (كم2)                                             | 27.83 ألف                                  | 1.29 مليون                             |
| عدد السكان (نسمة)                                         | 10.86 مليون                                | 32.16 مليون                            |
| الكثافة السكانية (ن./كم²)                                 | 390.23                                     | 24.93                                  |
| العاصمة                                                   | بوجومبورا، جيتيغا                          | ليما                                   |
| اللغة الرسمية                                             | اللغة الكيروندية، لغة فرنسية، لغة إنجليزية | اللغة الإسبانية، اللغة الأيمرية، كتشوا |
| العملة                                                    | فرنك بوروندي                               | سول بيروفي جديد                        |
| الناتج المحلي الإجمالي (بليون دولار)                      | 3.48 مليار                                 | 211.39 مليار                           |
| الناتج المحلي الإجمالي (تعادل القوة الشرائية) بليون دولار | 8.13 مليار                                 | 393.13 مليار                           |
| الناتج المحلي الإجمالي الاسمي للفرد دولار أمريكي          | 277                                        | 6.03 ألف                               |
| الناتج المحلي الإجمالي للفرد دولار أمريكي                 | 77                                         | 11.99 ألف                              |
| مؤشر التنمية البشرية                                      | 0.400                                      | 0.740                                  |
| رمز المكالمات الدولي                                      | +257                                       | +51                                    |
| رمز الإنترنت                                              | .bi                                        | .pe                                    |
| المنطقة الزمنية                                           | ت ع م+02:00                                | توقيت بيرو، 00                         |

## منظمات دولية مشتركة
يشترك البلدان في عضوية مجموعة من المنظمات الدولية، منها:
| علم المنظمة | اسم المنظمة                                                | تاريخ انضمام بوروندي | تاريخ انضمام بيرو |
| ----------- | ---------------------------------------------------------- | -------------------- | ----------------- |
|             | مؤسسة التنمية الدولية                                      | 28 سبتمبر 1963       | 30 أغسطس 1961     |
|             | يونسكو                                                     | 16 نوفمبر 1962       | 21 نوفمبر 1946    |
|             | وكالة ضمان الاستثمار متعدد الأطراف                         | 10 مارس 1998         | 2 ديسمبر 1991     |
|             | الأمم المتحدة                                              | 18 سبتمبر 1962       | 31 أكتوبر 1945    |
|             | العملية المشتركة للاتحاد الأفريقي والأمم المتحدة في دارفور | ?                    | ?                 |
|             | الاتحاد البريدي العالمي                                    | ?                    | ?                 |
|             | البنك الدولي للإنشاء والتعمير                              | 28 سبتمبر 1963       | 31 ديسمبر 1945    |
|             | الاتحاد الدولي للاتصالات                                   | 16 فبراير 1963       | 12 يوليو 1915     |
|             | منظمة حظر الأسلحة الكيميائية                               | ?                    | ?                 |
|             | مؤسسة التمويل الدولية                                      | 28 نوفمبر 1979       | 20 يوليو 1956     |
|             | المركز الدولي لتسوية المنازعات الاستشارية                  | 5 ديسمبر 1969        | 8 سبتمبر 1993     |
|             | منظمة التجارة العالمية                                     | 23 يوليو 1995        | ?                 |
|             | منظمة الشرطة الجنائية الدولية                              | ?                    | ?                 |

## وصلات خارجية
- موقع وزارة الخارجية البيروفية